# Governo indiretto
Il governo indiretto (in inglese indirect rule) è il sistema amministrativo utilizzato in passato dalle potenze coloniali (specialmente dall'Impero britannico) per governare i popoli assoggettati attraverso le loro stesse istituzioni.

## Caratteristiche
Questo sistema venne teorizzato originariamente da Frederick Lugard che ne espose le caratteristiche in The Dual Mandate in British Tropical Africa, in cui delinea i motivi ed i metodi che raccomandava per la colonizzazione dell'Africa da parte dell'Inghilterra.

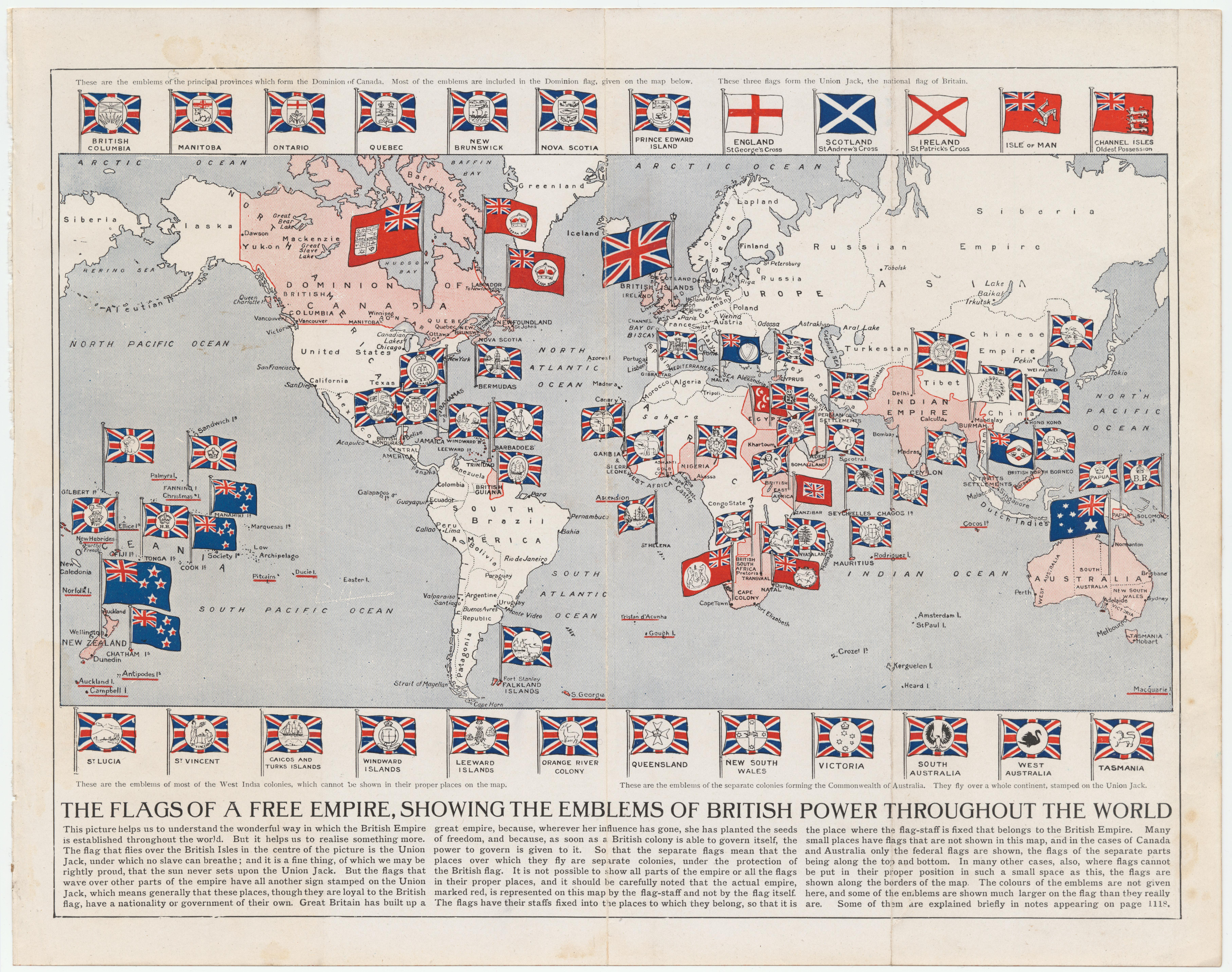
L'impero britannico nel 1910

Il sistema fu adottato in primis dall'Impero coloniale britannico durante la prima metà del XX secolo che lo applicò in Nigeria, Uganda e Costa d’Oro; successivamente verrà utilizzato anche in altre parti dell’Africa.
I capi indigeni erano riconosciuti come amministratori e alle loro corti il governo coloniale attribuì poteri e competenze relative alla giustizia, all'ordine pubblico, al fisco, alla sanità e all'istruzione. Questo sistema lasciava il più possible inalterate le strutture della società indigena; laddove non vi erano strutture politiche forti già esistenti, invece, ne furono create di nuove.
Oltre all'Impero britannico, il sistema del governo indiretto venne sfruttato anche altre dagli altri imperi coloniali, in tutti i casi in cui lasciarono praticamente intatte le strutture politiche e sociali dei popoli sottomessi e concessero alle società locali un’autonomia sempre crescente. I capi locali, tuttavia, non si dimostrarono mai strumenti totalmente affidabili e, anzi, spesso animarono l’opposizione al colonialismo.